# 林銘仁
林銘仁（1960年3月9日—）中華民國政治人物，生於新北市土城區，民主進步黨籍，現任新北市議員（土城區、樹林區、三峽區、鶯歌區），畢業於國立政治大學行政管理碩士班，曾任第16屆臺北縣議員及林阿坤議員辦公室主任，其父為前臺北縣議員林阿坤。

## 新北市議員

### 海山煤礦場開發案
2017年臺北地檢署因遠雄弊案搜索新北市議會與新北市政府，並約談立法委員吳琪銘、新北市議員林銘仁與其助理，其中林銘仁以吳琪銘(被告)的證人身分接受地檢署調查。

### 詐領助理費
2024年9月19日，因詐領500多萬元助理費被列為被告，遭新北地檢署指揮新北市調處搜索、約談，19日晚間經複訊後，向法院聲請羈押禁見。20日新北地方法院裁定林銘仁羈押禁見及禁止通信。2024年11月14日，新北地方檢察署依違反貪污治罪條例利用職務上機會詐取財務罪嫌，起訴。隔日新北地方法院開庭裁定林銘仁300萬元交保，並限制住居及出境出海8個月。

## 選舉紀錄
| 年度 | 選舉屆數               | 選舉區           | 所屬政黨   | 得票數 | 得票率 | 當選標記 | 備註   |
| ---- | ---------------------- | ---------------- | ---------- | ------ | ------ | -------- | ------ |
| 2005 | 第十六屆臺北縣議員選舉 | 臺北縣第四選舉區 | 民主進步黨 | 18,409 | 7.19%  |          | [ 10 ] |
| 2010 | 第一屆新北市議員選舉   | 新北市第七選舉區 | 民主進步黨 | 21,519 | 7.07%  | [ 11 ]   |        |
| 2014 | 第二屆新北市議員選舉   | 新北市第七選舉區 | 民主進步黨 | 21,388 | 7.50%  | [ 12 ]   |        |
| 2018 | 第三屆新北市議員選舉   | 新北市第七選舉區 | 民主進步黨 | 21,505 | 7.17%  |          |        |
| 2022 | 第四屆新北市議員選舉   | 新北市第八選舉區 | 民主進步黨 | 15,846 | 5.87%  |          |        |

## 外部連結
- 林銘仁的Facebook（页面存档备份，存于）
- 林銘仁的Youtube（页面存档备份，存于）